# Ади ибн Зайд
Ади ибн Зайд аль-Ибади (араб. عدي بن زيد‎; около 550 — около 600) — арабский поэт доисламского периода.

## Биография
Был родом из знатной арабской семьи, принадлежащей к несторианской общине, носившей название ‘Ибад. Его отец, которого звали Зайд, был правителем города Аль-Хира (располагался к югу от Эль-Куфы в современном Ираке) — столицы государства Лахмидов. Правивший тогда в этой стране царь Кабус отправил юношу в Иран, где тот выучил персидский язык и получил блестящее образование, а потом служил секретарём и переводчиком с арабского при дворе сасанидского шахиншаха Хосрова Парвиза II в г. Ктесифон. По свидетельству арабской традиции ибн Зайд был первым, кто ввёл арабское письмо в административное употребление
Около 580 года, когда Ади находился в Дамаске (где он и написал свои первые стихи), отец его умер, и шахиншах отправил ибн Зайда с подарком к византийскому императору. Передав ответные дары в Ктесифон, Ади вернулся на родину в Аль-Хиру, где в 582 году способствовал приходу к власти царя ан-Нумана III, который в знак благодарности отдал за него свою дочь, принцессу Хинд. Кроме того, он стал влиятельным советником монарха, однако со временем отношения с царём у ибн Зайда ухудшились, он был оклеветан в измене, заточён в темницу, а позже казнён. История о женитьбе поэта на принцессе Хинд и его убийстве стала темой «Рассказа об Ади ибн Зейде и Марии» из «Тысячи и одной ночи».

## Творчество
Ади ибн Зайд, будучи самым известным поэтом аль-Хиры, является классическим представителем так называемой «винной поэзии», оказавшим заметное влияние на позднейших поэтов этого жанра. В то же время его стихотворение, посвященное сотворению мира и грехопадению, даёт основание считать этот текст аутентичным произведением христианской литературы эпохи поздней Античности.
Диван (собрание стихов) Ади ибн Зайда до нас не дошёл; его поэтические опыты сохранились лишь во фрагментах, рассеянных по антологиям. У арабских филологов XVIII-XIX вв. поэзия ибн Заида получила сравнительно невысокую оценку из-за своего «городского» характера (образцами для подражания тогда считались творения бедуинов) и вследствие влияния на её язык диалекта Хиры.
Находясь в темнице, поэт написал ряд элегических стихотворений, полных глубокой печали, размышлений о суетности мира и изменчивости человеческого счастья.